# Anna Hufnagl
Anna Hufnagl (* 31. März 1988 in Kirchdorf an der Krems) ist eine Skilanglauftrainerin und ehemalige österreichische Biathletin.
Anna Hufnagl lebt und trainiert in Windischgarsten, wo sie auch für den WSV Windischgarsten aktiv ist und von Reinhard Gösweiner trainiert wird. Der Tischlerlehrling begann 1998 mit dem Biathlonsport und gehört seit 2004 dem österreichischen Nationalteam an. In Kontiolahti startete sie 2007 erstmals bei einer Junioren-Weltmeisterschaft. Im Einzel belegte Hufnagl Platz 57, wurde 42. im Sprint und 50. im Verfolgungsrennen. Mit Iris Waldhuber und Elisabeth Mayer wurde sie im Staffelrennen 12. In den Jahren 2005 und 2006 nahm die Österreicherin mehrfach auch an Rennen des Biathlon-Europacups der Junioren teil, ohne jedoch nennenswerte Ergebnisse zu erzielen. Die Junioren-WM 2006 in Presque Isle verliefen sehr erfolgreich. Im Einzel kam Hufnagl auf den 16. Rang und wurde 21. in Sprint und Verfolgung. Mit Waldhuber und Mayer gewann sie den Titel im Jugend-Staffelrennen und erreichte damit den bislang größten internationalen Erfolg österreichischer Biathletinnen. Zum dritten und letzten Mal nahm sie in Martell an den Juniorenweltmeisterschaften teil. Im Einzel lief sie auf den 36. Platz, wurde 42. in Sprint und Verfolgung und mit Mayer und Christina Gruber Fünfte des Staffelrennens.
National gewann Hufnagl bei den Österreichischen Meisterschaften im Biathlon 2010 sowohl im Einzel wie auch im Sprint und der Verfolgung die Bronzemedaillen. Ihren ersten Titel gewann sie im Einzel auf Skirollern bei den Österreichischen Meisterschaften im Biathlon 2011.
Nach ihrer aktiven Karriere wurde Hufnagl Landestrainerin im Skilanglauf des Bundeslandes Oberösterreich.